# دنيس هوبسون
دنيس هوبسون (بالإنجليزية: Dennis Hopson)‏ مواليد 22 أبريل 1965 في توليدو، هو لاعب كرة سلة محترف أمريكي معتزل أصبح مدرباً بدأ مسيرته الاحترافية في سنة 1987 حيث تم اختياره من قبل فريق بروكلين نتس خلال الدرافت، وحمل الرقم 23 و2 و20. يبلغ طوله 6 قدم 5 بوصة (2.0 م). اعتزل اللعب في 2000.

## فرق لعب لها
- بروكلين نتس
- شيكاغو بولز
- سكرامنتو كينغز
- باسكت سرقسطة 2002
- شوليه باسكت
- لو مان سارت باسكت
- غلطة سراي لكرة السلة

## روابط خارجية
- دنيس هوبسون على موقع إن بي أي (الإنجليزية)
- دنيس هوبسون على موقع سبورتس رفرنس (الإنجليزية)
- دنيس هوبسون على موقع الدوري الإسباني لكرة السلة (الإسبانية)
- دنيس هوبسون على موقع كرة السلة الأوروبية.كوم (الإنجليزية)
- دنيس هوبسون على موقع كلية كرة السلة في سبورتس رفرنس.كوم (الإنجليزية)
- دنيس هوبسون على موقع ريلجم (الإنجليزية)
- دنيس هوبسون على موقع بروبوليرز (الإنجليزية)
- دنيس هوبسون على موقع سبورتس رفرنس (الإنجليزية)